# Ella Balinska
Ella Balinska (Londra, 4 ottobre 1996) è un'attrice britannica.
È nota per aver recitato nel film d'azione Charlie's Angels del 2019, terzo film della serie.

## Biografia
Balinska è nata a Londra il 4 ottobre 1996, figlia dell'imprenditore polacco Kaz Balinski-Jundzill e della chef e modella inglese d'origine giamaicana Lorraine Pascale. Ha giocato a netball a livello di contea e ha gareggiato in atletica leggera a livello nazionale. Ha frequentato la James Allen's Girls 'School di Dulwich, a Londra, che ha lasciato nel 2015. Si è quindi iscritta alla Guildford School of Acting, laureandosi nel luglio 2018.

### Carriera
Dopo essere comparsa in vari cortometraggi, nel 2017 ottiene il ruolo di Nyela Malik nella serie TV The Athena.
Nel luglio 2018, la Sony Pictures Entertainment la presenta come una delle protagoniste del film Charlie's Angels: il film è stato distribuito il 15 novembre 2019.
Nel 2022 recita nella serie televisiva Resident Evil. Nel 2023 interpreta tramite motion-capture la protagonista Frey Holland nel videogioco Forspoken.

## Filmografia

### Attrice

#### Cinema
- Charlie's Angels, regia di Elizabeth Banks (2019)
- Run Sweetheart Run, regia di Shana Feste (2020)
- Marked Men - Oltre le regole (Marked Men Rule + Shaw), regia di Nick Cassavetes (2025)

#### Televisione
- Casualty - serie TV, episodio 32x23[5] (2018)
- L'ispettore Barnaby (Midsomer Murders) - serie TV, episodio 20x05 (2018)
- The Athena - serie TV, 26 episodi (2018-2019)
- Resident Evil – serie TV, 8 episodi (2022)

### Doppiatrice
- Forspoken – videogioco (2023)

## Doppiatrici italiane
Nelle versioni in italiano nelle opere in cui ha recitato, Ella Balinska è stata doppiata da:
- Elena Perino in The Athena
- Veronica Puccio in Charlie's Angels
- Jessica Bologna in Resident Evil
- Letizia Ciampa in Run Sweetheart Run